# Unterseeboot UC-64
Pour les autres navires du même nom, voir Unterseeboot 64.
L'Unterseeboot UC-64 est un sous-marin (U-Boot) mouilleur de mines allemand de type UC II utilisé par la Kaiserliche Marine pendant la Première Guerre mondiale. Le U-boot a été commandé le 12 janvier 1916, mis sur cale le 3 avril 1916 et lancé le 23 janvier 1917. Il a été mis en service dans la marine impériale allemande le 22 février 1917 sous le nom de UC-64. En 15 patrouilles, l'UC-64 a coulé 26 navires, soit par ses torpilles, soit par les mines qu’il a posées. L'UC-64 a heurté une mine et a coulé dans le pas de Calais le 20 juin 1918

## Conception
Sous-marin de type UC II, l'UC-64 avait un déplacement de 415 tonnes en surface et de 498 tonnes en plongée. Il avait une longueur hors tout de 50,52 m, un maître-bau de 5,22 m et un tirant d'eau de 3,64 m. Le sous-marin était propulsé par deux moteurs diesel 6 cylindres à quatre temps produisant chacun 290 à 300 ch (210 à 220 kW), soit un total de 640 à 640 ch (430 à 440 kW), et par deux moteurs électriques produisant 640 ch (464 kW), actionnant deux arbres d'hélice.
Le sous-marin avait une vitesse maximale de 11,6 nœuds (21,5 km/h) en surface et de 7,3 nœuds (13,5 km/h) en immersion. Son autonomie était de de 8664 à 9450 milles marins (16440 à 17 500 km) à 7 nœuds (13 km/h) en surface, et de 52 milles marins (96 km) à 4 nœuds (7,4 km/h) en immersion. Il lui fallait 48 secondes pour plonger, et il était capable d’opérer à une profondeur maximale de 50 mètres.
L'UC-64 était équipé de trois tubes lance-torpilles de 500 mm, un à l’arrière et deux à l’avant, avec sept torpilles, et d’un canon de pont de 8,8 cm SK L/30. Mais son arme principale était ses six puits de mine de 1 000 mm portant dix-huit mines UC 200. Son effectif était de vingt-six membres d’équipage.

## Affectations
- Flottilles des Flandres / Flandern II : du 13 mai 1917 au 20 juin 1918

## Commandants
- Oberleutnant zur See Ernst Müller-Schwarz : du 22 février au 12 septembre 1917
- Oblt.z.S. Erich Hecht : du 13 septembre 1917 au 22 février 1918
- Oblt.z.S. Ferdinand Schwartz : du 23 février au 20 juin 1918

## Navires coulés
| Date              | Nom                   | Nationalité    | Tonnage | Destin    |
| ----------------- | --------------------- | -------------- | ------- | --------- |
| 20 mai 1917       | Voorwaarts            | Pays-Bas       | 114     | Coulé     |
| 23 mai 1917       | Alberdina             | Pays-Bas       | 100     | Coulé     |
| 21 juin 1917      | Hendrika              | Pays-Bas       | 109     | Coulé     |
| 24 juin 1917      | Telegraaf XVIII       | Pays-Bas       | 306     | Coulé     |
| 16 juillet 1917   | Timor                 | Pays-Bas       | 135     | Coulé     |
| 17 août 1917      | Esperance             | France         | 97      | Coulé     |
| 16 septembre 1917 | Eendracht VII         | Pays-Bas       | 251     | Coulé     |
| 17 septembre 1917 | Paraciers             | France         | 2542    | Coulé     |
| 22 septembre 1917 | Ville De Valenciennes | France         | 1734    | Coulé     |
| 18 octobre 1917   | Altair                | Norvège        | 1674    | Coulé     |
| 18 octobre 1917   | Sten                  | United Kingdom | 928     | Coulé     |
| 16 novembre 1917  | Jules Verne           | France         | 157     | Coulé     |
| 27 novembre 1917  | Ville De Thann        | France         | 1416    | Coulé     |
| 4 décembre 1917   | Manchester Mariner    | United Kingdom | 4106    | Endommagé |
| 14 décembre 1917  | Volnay                | United Kingdom | 4610    | Coulé     |
| 19 décembre 1917  | Borgsten              | Norvège        | 1718    | Coulé     |
| 19 décembre 1917  | Trevelyan             | United Kingdom | 3066    | Endommagé |
| 23 décembre 1917  | Manicia               | Norvège        | 1868    | Endommagé |
| 20 janvier 1918   | Queen Margaret        | United Kingdom | 4972    | Endommagé |
| 26 janvier 1918   | May                   | United Kingdom | 24      | Coulé     |
| 26 janvier 1918   | Rob Roy               | United Kingdom | 112     | Coulé     |
| 28 March 1918     | Botha                 | United Kingdom | 17      | Coulé     |
| 28 mars 1918      | Brotherly Love        | United Kingdom | 19      | Coulé     |
| 28 mars 1918      | Honora                | United Kingdom | 29      | Coulé     |
| 28 mars 1918      | Noel]                 | United Kingdom | 21      | Coulé     |
| 31 mars 1918      | Vianna                | Royal Navy     | 401     | Coulé     |
| 23 avril 1918     | Laurium               | United Kingdom | 582     | Coulé     |
| 25 avril 1918     | Sote                  | Suède          | 1353    | Coulé     |
| 26 avril 1918     | Llwyngwair            | United Kingdom | 1304    | Coulé     |
| 23 mai 1918       | Mefjord               | Norvège        | 720     | Coulé     |